# 等边浅蛤
又名等边蛤和花蛤仔，是帘蛤目帘蛤科花蛤属的一种。主要分布于南海、中国大陆、台湾，常栖息在浅海的砂泥底、潮间带中、下区至浅海的砂质或泥沙浅海。